# Jefferson Highway

Schild des Jefferson Highway

Der Jefferson Highway war zu Beginn der Motorisierung Nordamerikas eine Route, die sich von New Orleans im US-amerikanischen Bundesstaat Louisiana bis ins kanadische Winnipeg zog. Als in den 1920er Jahren das System der nummerierten Highways etabliert wurde, wurde der alte Jefferson Highway teilweise integriert oder durch neue Straßen ersetzt.
Heute sind Teile des alten Jefferson Highway teilweise im Jefferson Parish und im East Baton Rouge Parish in Louisiana sowie in den Orten Osseo und Wadena in Minnesota erhalten geblieben. Der Jefferson Highway wurde im zweiten Jahrzehnt des 20. Jahrhunderts errichtet und war in seiner Nord-Süd-Ausrichtung eine Antwort auf den von Küste zu Küste verlaufenden Lincoln Highway.

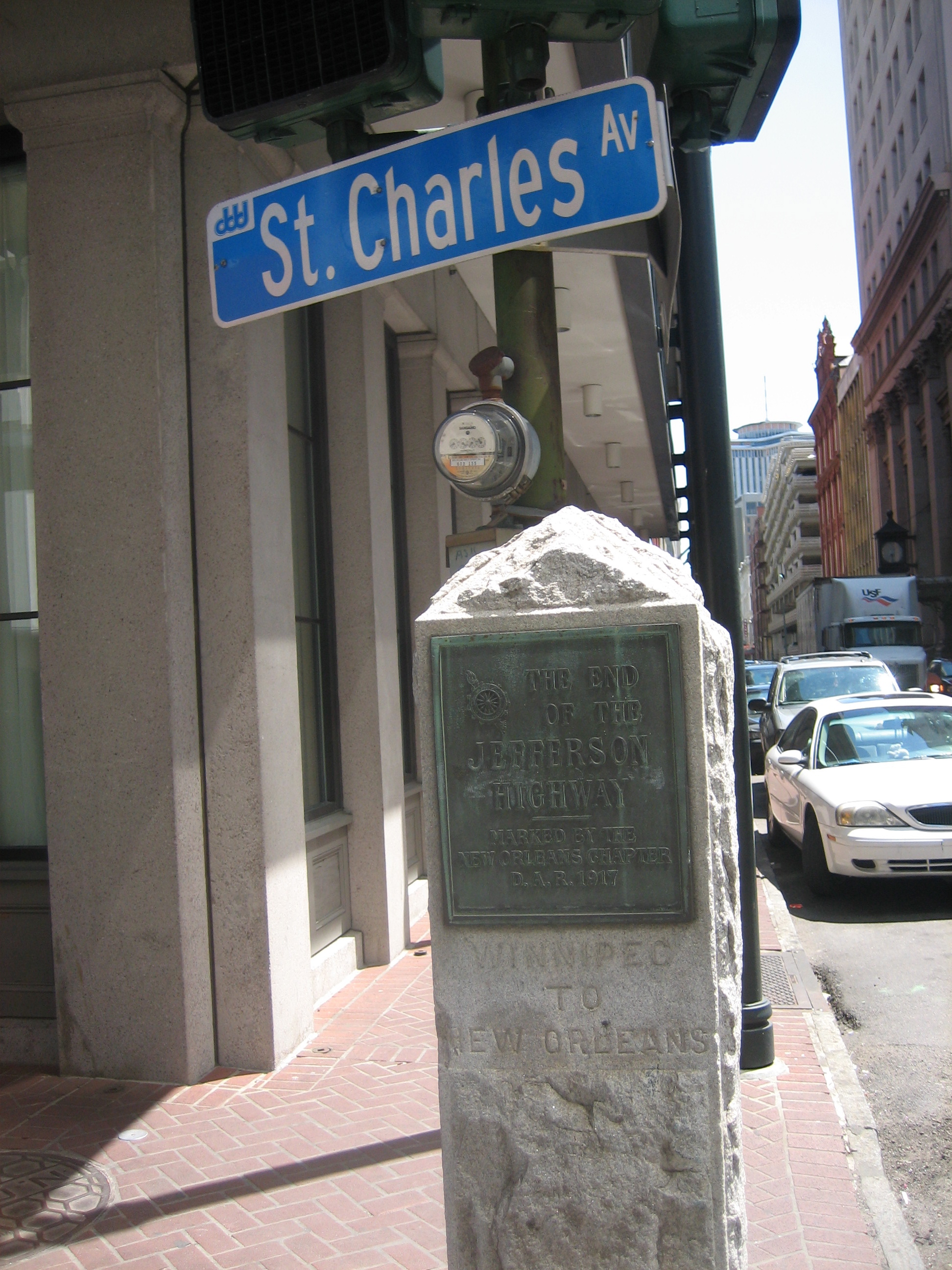
1917 errichteter Obelisk, der den südlichen Endpunkt des Jefferson Highway in der Innenstadt von New Orleans markiert

Der Straße wurde der Spitzname Palm to Pine Highway (Straße von den Palmen zu den Kiefern) in Anspielung auf die unterschiedlichen Baumarten an seinen Endpunkten verliehen. 
Die Städte, die der Jefferson Highway auf seinem Weg nach Norden berührt, sind Alexandria und Shreveport in Louisiana; Marshall in Texas; Muskogee in Oklahoma; Baxter Springs und Paola in Kansas; Lee’s Summit, Kansas City und Saint Joseph in Missouri; Des Moines, Ames  und Mason City in Iowa sowie Albert Lea, Minneapolis und Bemidji in Minnesota.